# Campeonato Interprovincial de Clubes Campeones 2022
El Campeonato Interprovincial de Clubes Campeones 2022 es un torneo de fútbol boliviano organizado por la  ACF con representantes de las ligas provinciales del departamentos de Santa Cruz. El torneo se desarrolla en las ciudades de Concepción, San Javier, Okinawa I, Mairana, Puerto Quijarro, Cuatro Cañadas y Santa Cruz de la Sierra, en el departamento de Santa Cruz.

## Formato
En este torneo solamente pueden participar clubes, equipos o selecciones de fútbol de las provincias de Santa Cruz que no estén afiliados a la Asociación Cruceña de Fútbol.

## Clubes participantes
| Equipo                                | Municipio               | Provincia                  | Departamento |
| ------------------------------------- | ----------------------- | -------------------------- | ------------ |
| Club 8 de Diciembre                   | Concepción              | Ñuflo de Chaves            | Santa Cruz   |
| Aiquile F.C.                          | Satélite Norte, Warnes  | Warnes                     | Santa Cruz   |
| 24 de Septiembre                      | Portachuelo             | Sara                       | Santa Cruz   |
| Club Deportivo Socio Cultural Itagol  | Montero                 | Obispo Santistevan         | Santa Cruz   |
| Club Comercio                         | San Julián              | Ñuflo de Chaves            | Santa Cruz   |
| Club Alianza S.X.                     | San Javier              | Ñuflo de Chaves            | Santa Cruz   |
| Fundared F.C.                         | Puerto Pailas, Cotoca   | Provincia de Andrés Ibáñez | Santa Cruz   |
| Litoral                               | San Ignacio de Velasco  | Velasco                    | Santa Cruz   |
| Club Deportivo River 66               | San Julián              | Ñuflo de Chaves            | Santa Cruz   |
| Racing de Monte Verde                 | Monte Verde, Okinawa I  | Obispo Santistevan         | Santa Cruz   |
| Zorros F.C.                           | Satélite Norte, Warnes  | Warnes                     | Santa Cruz   |
| Escuela de Futbol Kereimba            | Montero                 | Obispo Santistevan         | Santa Cruz   |
| Club Deportivo Okinawa                | Okinawa I               | Obispo Santistevan         | Santa Cruz   |
| F.C. Batavia                          | Warnes                  | Warnes                     | Santa Cruz   |
| Puerto Quijarro F.C.                  | Puerto Quijarro         | Provincia Germán Busch     | Santa Cruz   |
| German Busch F.C.                     | Puerto Quijarro         | Provincia Germán Busch     | Santa Cruz   |
| Club Deportivo Desta                  | Roboré                  | Provincia Chiquitos        | Santa Cruz   |
| Escuela de Fútbol Atlético Sport F.C. | San José de Chiquitos   | Provincia Chiquitos        | Santa Cruz   |
| Club Deportivo Real Fátima            | El Carmen Rivero Tórrez | Provincia Germán Busch     | Santa Cruz   |
| Estudiantes F.C.                      | Mairana                 | Provincia Florida          | Santa Cruz   |
| Atlético Juvema                       | Mairana                 | Provincia Florida          | Santa Cruz   |
| Club Cerro Porteño La Angostura       | La Angostura, El Torno  | Provincia de Andrés Ibáñez | Santa Cruz   |
| Club Atlético Warnes                  | Warnes                  | Warnes                     | Santa Cruz   |
| F.C. Linares                          | Cuatro Cañadas          | Ñuflo de Chaves            | Santa Cruz   |
| F.C. San Miguel                       | Cuatro Cañadas          | Ñuflo de Chaves            | Santa Cruz   |
| Club Atlético Independiente de Pailón | Pailón                  | Provincia Chiquitos        | Santa Cruz   |
| Club Deportivo San Juan               | San Miguel de Velasco   | Velasco                    | Santa Cruz   |

## Segunda Fase
12 equipos clasificados de la fase anterior
| Equipo                                | Liga Provincial       | Provincia          |
| ------------------------------------- | --------------------- | ------------------ |
| 24 de Septiembre                      | Portachuelo           | Sara               |
| Club Alianza S.X.                     | San Javier            | Ñuflo de Chaves    |
| Club Deportivo River 66               | San Julián            | Ñuflo de Chaves    |
| Racing de Monte Verde                 | Okinawa               | Obispo Santistevan |
| Zorros F.C.                           | Satélite Norte        | Warnes             |
| Puerto Quijarro F.C.                  | Puerto Quijarro       | Germán Busch       |
| Club Deportivo Desta                  | Roboré                | Chiquitos          |
| Club Atlético Warnes                  | Warnes                | Warnes             |
| Club Deportivo San Juan               | San Miguel de Velasco | Velasco            |
| Club Atlético Independiente de Pailón | Pailón                | Chiquitos          |
| Aiquile F.C.                          | Satélite Norte        | Warnes             |
| Club Cerro Porteño La Angostura       | Andrés Ibáñez Sur     | Andrés Ibáñez      |

Se dividen en 3 Sub-sedes de a 4 equipos.
PUERTO QUIJARRO
| Equipo                 | PJ | PTS | DIF |
| ---------------------- | -- | --- | --- |
| Puerto Quijarro F.C.   | 0  | 0   | 0   |
| Alianza S.X.           | 0  | 0   | 0   |
| Atlético Independiente | 0  | 0   | 0   |
| Deportivo San Juan     | 0  | 0   | 0   |

SAN JULIAN
| Equipo           | PJ | PTS | DIF |
| ---------------- | -- | --- | --- |
| 24 de Septiembre | 0  | 0   | 0   |
| Cerro Porteño    | 0  | 0   | 0   |
| River 66         | 0  | 0   | 0   |
| Zorros F.C.      | 0  | 0   | 0   |

WARNES
| Equipo          | PJ | PTS | DIF |
| --------------- | -- | --- | --- |
| Racing F.C.     | 0  | 0   | 0   |
| Aiquile F.C.    | 0  | 0   | 0   |
| Desta           | 0  | 0   | 0   |
| Atlético Warnes | 0  | 0   | 0   |

## Fase Final
Clasificaron 6 clubes que se enfrentaran en dos sub-sedes de tres equipos.
WARNES
| Equipo                 | PJ | PTS | DIF |
| ---------------------- | -- | --- | --- |
| Atlético Warnes        | 2  | 4   | +3  |
| Atlético Independiente | 2  | 2   | 0   |
| 24 de Septiembre       | 2  | 1   | -3  |

SAN JULIAN
| Equipo               | PJ | PTS | DIF |
| -------------------- | -- | --- | --- |
| River 66             | 2  | 6   | +2  |
| Racing F.C.          | 2  | 3   | +2  |
| Puerto Quijarro F.C. | 2  | 0   | -4  |

### Final
| 25 de Junio, 10:30 (UTC-4) | Club Atlético Warnes | 3:2 (3:0) | Club Deportivo River 66 | Estadio Ramón Aguilera Costas, Santa Cruz de la Sierra |  |
|                            |                      |           |                         | Asistencia: 1 500 espectadores Árbitro(s):             |  |